# Saturninus (amicus de Tibère)
Pour les articles homonymes, voir Saturninus.
Saturninus est un amicus de l'Empereur romain Tibère.

## Biographie
Son épouse Fulvia se convertit au judaïsme à travers les enseignements d'un escroc Juif réfugié à Rome qui la persuade d'envoyer de l'or et de la pourpre au Temple de Jérusalem pour détourner ensuite ces contributions à son seul profit. Saturninus dénonce les fraudeurs à l'Empereur Tibère qui bannit les Juifs de Rome (en 19 ap. J.-C.).